# LunIR
LunIR är en miniatyrsatellit som kommer att flyga förbi månen och samla in ytspektroskopi och termografi. Den är planerad som en sekundär nyttolast på Artemis 1- uppdraget 2022.